# George Lazenby
George Robert Lazenby (ur. 5 września 1939 w Goulburn) – australijski aktor i model, znany głównie z roli Jamesa Bonda, którego zagrał w filmie W tajnej służbie Jej Królewskiej Mości (1969).

## Życiorys

### Wczesne lata
Urodził się w prywatnym szpitalu Ovada w Goulburn w Nowej Południowej Walii, jako syn Sheili Joan (z domu Bodel) i George’a Edwarda Lazenby, mechanika, pracownika kolejowego. Jego siostra Barbara była tancerką. Uczęszczał do Bourke Street School. Po ukończeniu szkoły Goulburn High School, kiedy miał 14 lat przeprowadził się z rodziną do Queanbeyan, gdzie pracował jako sprzedawca samochodów w Morris Motor Company w Canberze, mechanik i model, zanim przeniósł się do Anglii.
Podjął też pracę jako instruktor narciarstwa, kilka razy zajął pierwsze miejsce w zawodach narciarskich. Grał na gitarze basowej w zespole o nazwie The Corvettes. Służył w siłach specjalnych armii australijskiej; zdobył stopień wojskowy sierżanta i był instruktorem samoobrony.

### Kariera
W 1964 przeniósł się do Londynu, gdzie dorabiał jako model. W latach 60. brał udział w reklamach telewizyjnych, w tym British Petroluem, batonów Cadbury, Marlboro, Slumberland i kilku znanych marek handlowych.
Był najlepiej płatnym modelem, zanim w 1968 został odkryty przez producentów filmowych, którzy po rezygnacji z roli Jamesa Bonda przez Seana Connery’ego zdecydowali się na zatrudnienie go do głównej roli w szóstym filmie z cyklu przygód agenta 007 W tajnej służbie Jej Królewskiej Mości (On Her Majesty’s Secret Service, 1969), za którą zdobył nominację do nagrody Złotego Globu.
W 1973 Lazenby rozpoczął pracę w Hongkongu z Bruce’em Lee. Wystąpił jednak w trzech z czterech obrazów, na które podpisał kontrakt: Stoner (Tie jin gang da po zi yang guan, 1974) w roli twardego australijskiego policjanta Josepha Stonera, Człowiek z Hongkongu (The Man from Hong Kong, 1975) z Rebeccą Gilling i Okup królowej (E tan qun hing ying hui, 1976) z Bolo Yeung. Lazenby miał zagrać w dramacie kryminalnym Golden Harvest Gra śmierci (Game of Death, 1978) u boku Bruce’a Lee, jednak śmierć Lee pokrzyżowała te plany. Wkrótce wrócił na mały ekran w amerykańskich produkcjach telewizyjnych, w tym NBC Cover Girls (1977) z udziałem Dona Johnsona czy kinowych, w tym w dramacie Petera Bogdanovicha Święty Jacek (Saint Jack, 1979) u boku Bena Gazzary.
W 1982 miał szansę ponownie wcielić się w rolę Bonda w nieoficjalnej części serii o losach brytyjskiego agenta zatytułowanej Nigdy nie mów nigdy (Never Say Never Again, 1983). Ostatecznie twórcy filmu zdecydowali się jednak na Seana Connery’ego, gdy szkocki aktor oznajmił, iż jest zainteresowany występem w produkcji. W erotycznej serii Emmanuelle grał postać biznesmena wysłuchującego pikantnych zwierzeń granej przez Sylvię Kristel tytułowej bohaterki.
W listopadzie 2012 trafił na okładkę „GQ”.
W 2024 roku ogłosił przejście na emeryturę, a ostatni raz pojawił się na ekranie w horrorze Z dead end, w którym wcielił się w rolę prezydenta USA.

## Życie prywatne

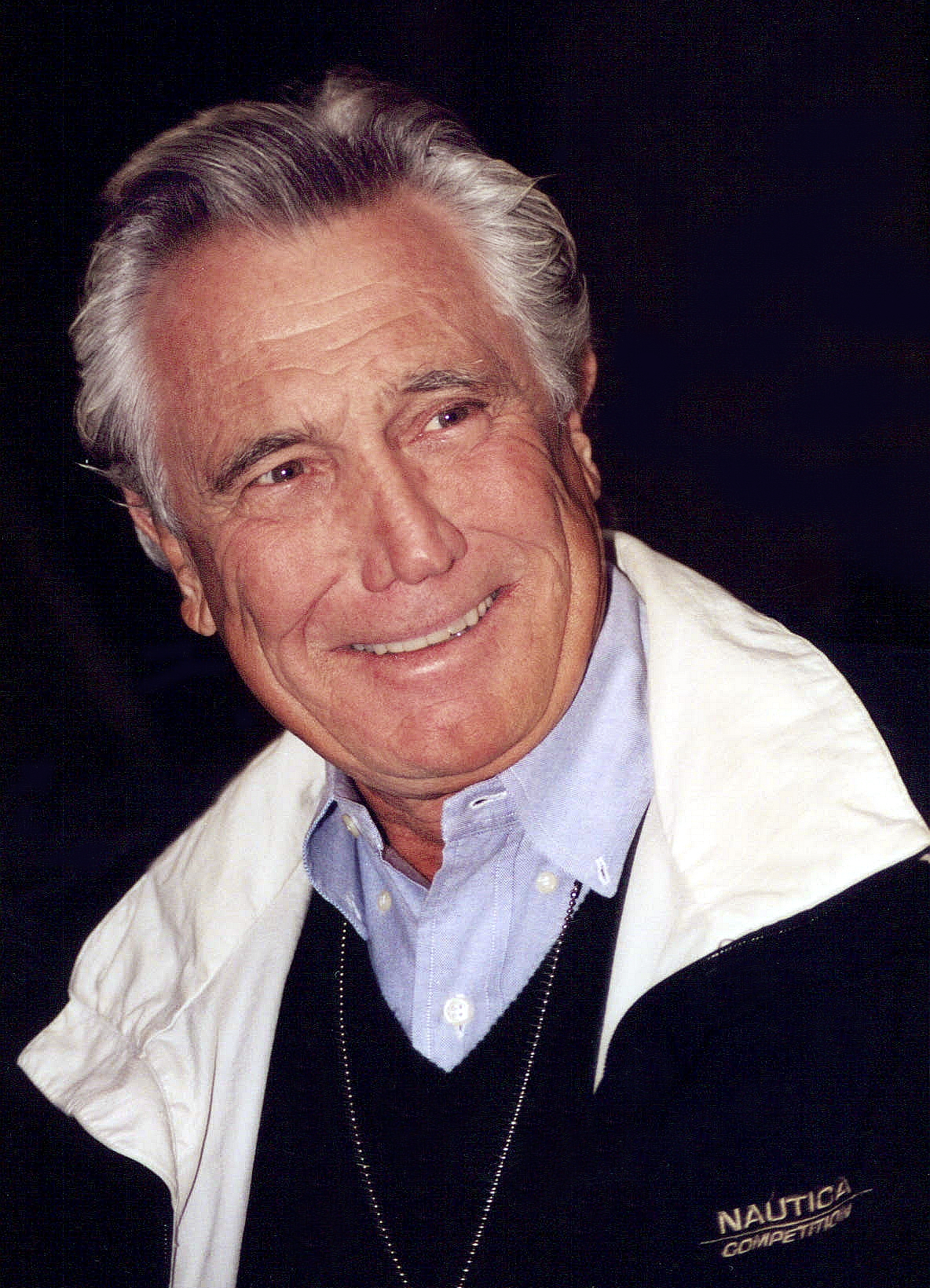
George Lazenby (2001)

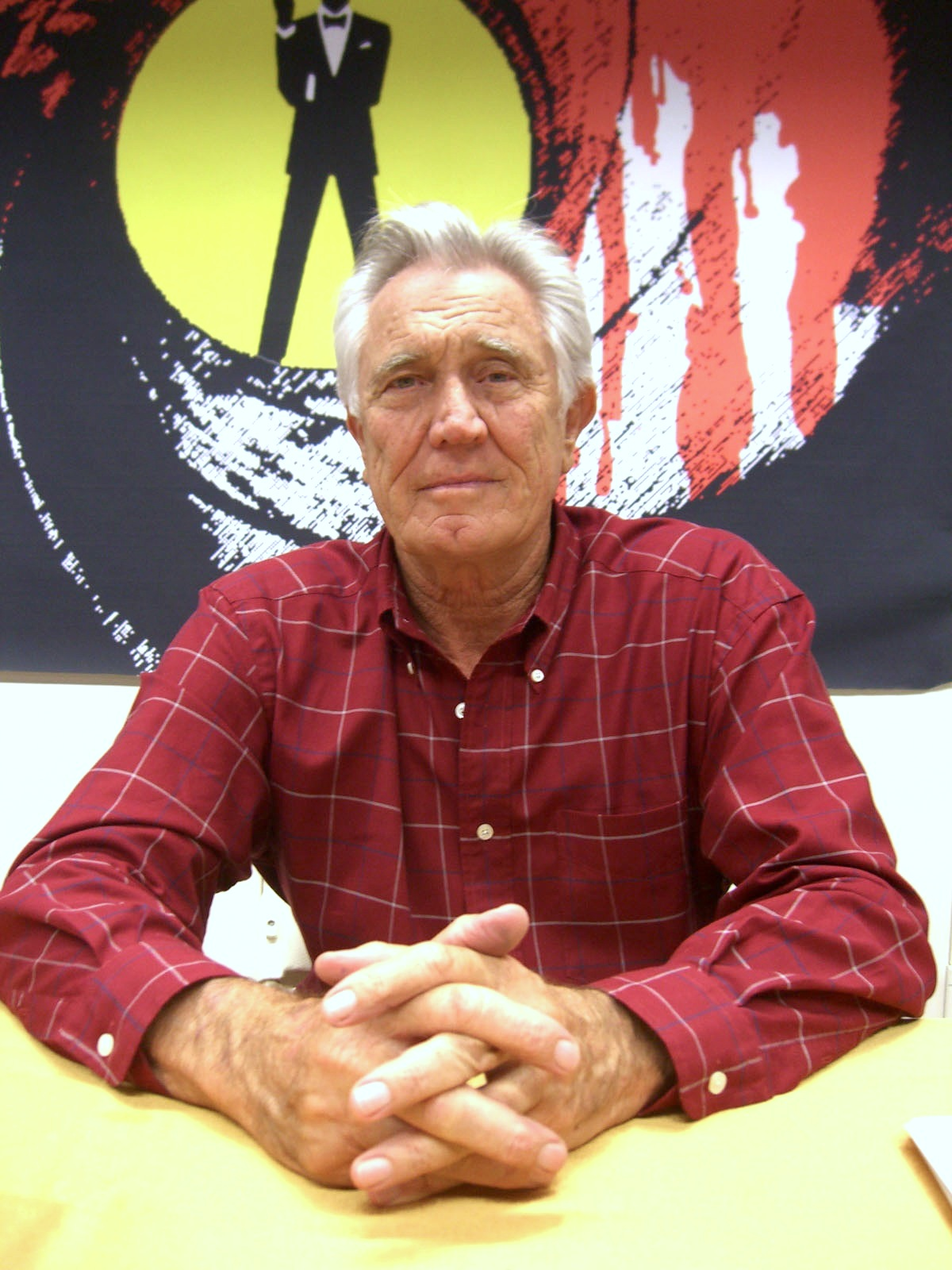
George Lazenby (2008)

W latach 1971–1995 był żonaty z Christiną Gannett, z którą ma córkę Melanie Andreę (ur. 13 września 1973) i miał syna Zacharego (ur. 1974, zm. 1994 na nowotwór ośrodkowego układu nerwowego). 15 czerwca 2002 ożenił się ponownie – z amerykańską tenisistką Pam Shriver. Mają troje dzieci: syna George’a Samuela (ur. 13 lipca 2004) oraz bliźnięta – córkę Caitlin Elizabeth i syna Samuela Roberta (ur. 1 października 2005). W 2008 rozwiedli się.
Jest ojcem chrzestnym modelki i aktorki, Jodie Kidd.

## Wybrana filmografia

### Filmy
- 1969: W tajnej służbie Jej Królewskiej Mości (On Her Majesty's Secret Service) jako James Bond
- 1971: Uniwersalny żołnierz (Universal Soldier) jako Ryker
- 1972: Kto widział jej śmierć? (Chi l'ha vista morire?) jako Franco
- 1975: Człowiek z Hongkongu (The Man from Hong Kong) jako Jack Wilton
- 1977: The Kentucky Fried Movie jako Architekt
- 1978: Wieczór w Bizancjum (Evening in Byzantium, TV) jako Roger Tory
- 1993: Gettysburg jako generał brygady J. Johnston Pettigrew
- 1994: Niańki (Twin Sitters) jako Stromm
- 2000: Zabójcze ryzyko (Four Dogs Playing Poker) jako Carlo
- 2003: Śnieżne jaja (Winter Break) jako Campbell Grady
- 2014: A Winter Rose jako Henry
- 2023: Z Dead End jako prezydent USA

### Seriale TV
- 1979: Hawaii Five-O jako John Cossett
- 1982: Szpital miejski (General Hospital) jako Reginald Durban
- 1984: Hotel jako Emmett Saunders
- 1985: Niebezpieczne ujęcia (Cover Up) jako Simon Locke
- 1989: Nowa seria Alfred Hitchcock przedstawia jako James
- 1998: Piątka Nieustraszonych (Team Knight Rider) jako Nigel Davies
- 1990: Superboy jako Jor-El
- 1998: Diagnoza morderstwo (Diagnosis Murder) jako Vince Thatcher
- 1999–2000: Batman przyszłości jako pan Walker / król (głos)
- 1999: Kameleon (The Pretender) jako major Charles
- 1999: Słoneczny patrol (Baywatch) jako komandor McCabe
- 2000: Kameleon (The Pretender) jako major Charles
- 2014: Legit jako Jack Jefferies